# San Isidro (Nueva Ecija)
San Isidro è una municipalità di quarta classe delle Filippine, situata nella Provincia di Nueva Ecija, nella regione di Luzon Centrale.
San Isidro è formata da 9 baranggay:
- Alua
- Calaba
- Malapit
- Mangga
- Poblacion
- Pulo
- San Roque
- Santo Cristo
- Tabon